# Armistice de Focșani

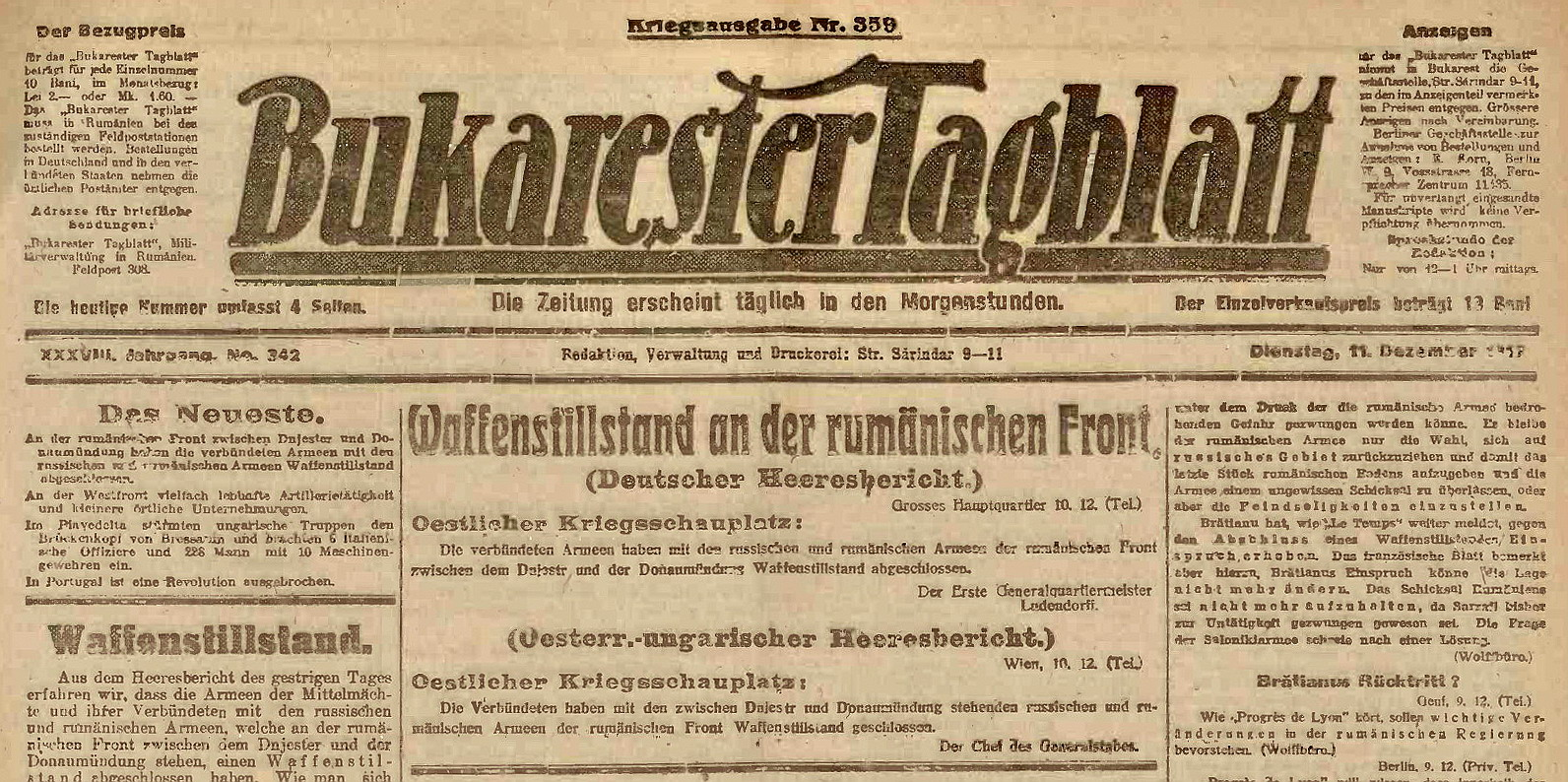
Le « Bukarester Tagblatt » annonce la conclusion de la trêve.

L'Armistice de Focșani est un armistice signé entre les Empires centraux et le royaume de Roumanie durant la Première Guerre mondiale le 9 décembre 1917 dans la ville roumaine de Focșani.

## Contexte
Dans la Première Guerre mondiale, la Roumanie a été l'alliée de la Triple-Entente. Mais la révolution russe de 1917 et le retrait des troupes russes laisse la Roumanie, déjà occupée aux deux-tiers après les défaites de l'été 1916 et contenant à grand-peine les Empires centraux sur le front du Siret, seule face à l'ennemi austro-allemand. La mission de formation du général Henri Berthelot, composée d'officiers du génie et du renseignement, et seul lien entre l'Entente et le Royaume de Roumanie, ainsi que le maigre appui logistique, ne sont pas suffisants pour soutenir la Roumanie, réduite à une bande de terre en Moldavie, à l'heure où les mutineries de la Marne secouent l'armée française et ou le front russe est en cours d'écroulement. En effet, les troupes russes en débandade, ne recevant plus de ravitaillement, se mettent à piller la Roumanie et à tuer les militaires et les civils roumains qui tentaient de s'y opposer. De ce fait, les territoires roumains encore contrôlés par l'Entente ne sont plus épaulés par l'arrière-pays constitué par la Russie, dont de vastes portions de territoires, l'Ukraine notamment, sont progressivement occupées par les troupes austro-allemandes, ce qui permet de prendre à revers les troupes roumaines.

## Mise en œuvre et suites
Sachant le Royaume dans cette situation, les Austro-Hongrois font savoir aux Roumains par l'intermédiaire de Czernin qu'une demande d'armistice ne serait pas repoussée par les Puissances Centrales, et que, si elle était formulée, le roi Ferdinand ne serait pas obligé d'abdiquer. Le gouvernement roumain accepte et l'armistice est signé le 9 décembre 1917 à Focșani, près du site de la bataille de Mărășești. Il débouchera, trois mois et demi plus tard, sur le traité de Bucarest (pendant roumain du Traité de Brest-Litovsk avec la Russie) qui lui-même restera en vigueur huit mois jusqu'à ce que la Roumanie le dénonce et reprenne la guerre.